# Metro w Madrycie

Logo metra

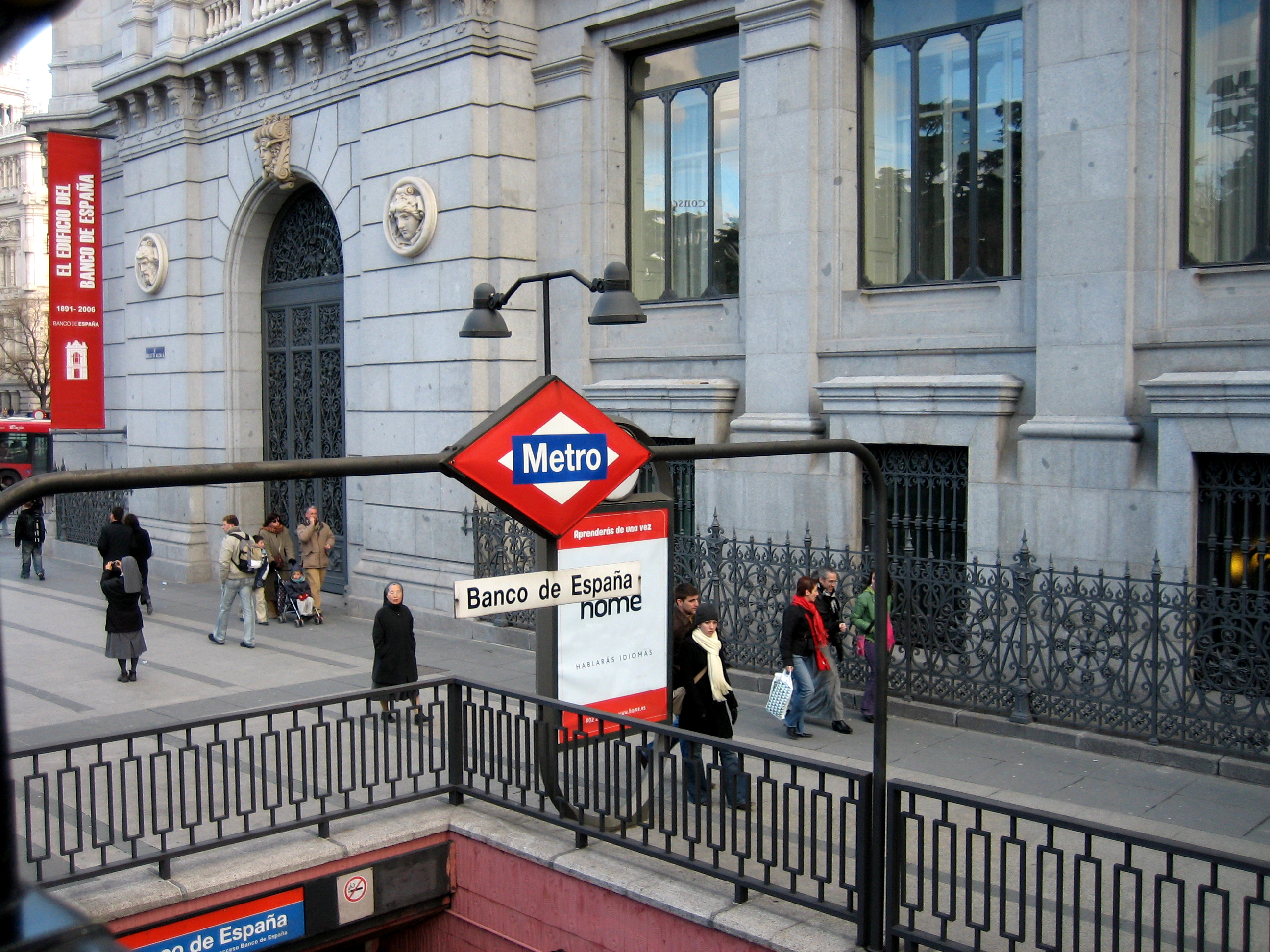
Typowe wejście do stacji madryckiego metra

Mapa metra

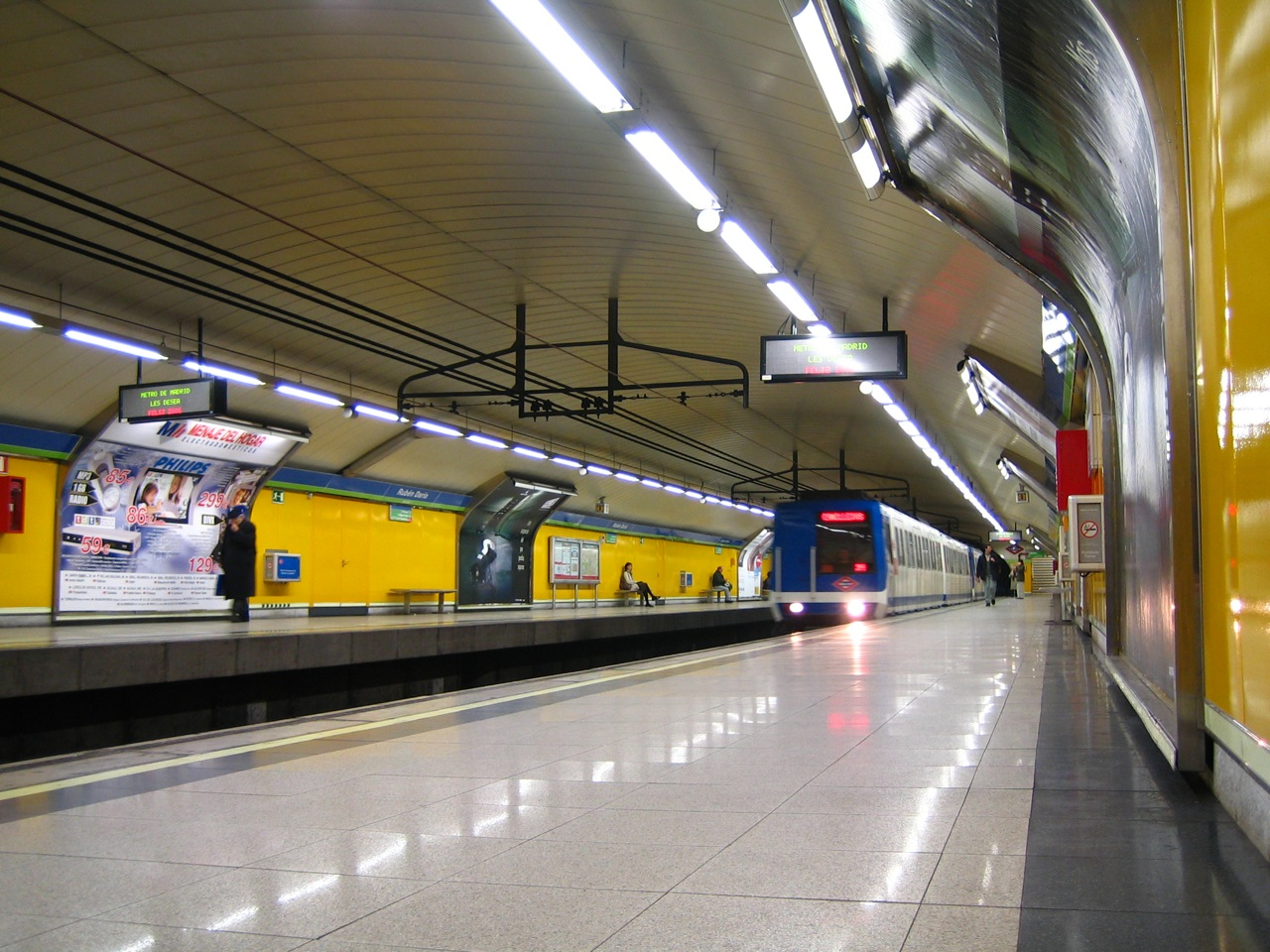
Stacja Rubén Darío

Metro w Madrycie (hiszp. Metro de Madrid) jest jednym z najstarszych systemów metra w Europie (otwarte w 1919 roku) oraz jednym z największych systemów transportu tego typu na świecie. Posiada 279 stacji i 15 linii (oraz podziemną kolejkę R, będącą integralną częścią madryckiego metra, łączącą stacje Opera i Principe Pio). W 2007 r. metro w Madrycie miało już łącznie prawie 310 km długości.

## Historia
Metro zostało zaprojektowane przez Carlosa Mendoze, Miguela Otamendi i Antonio Gonzáleza Echarte. 17 października 1919 roku król Alfons XIII oficjalnie zainaugurował uruchomienie pierwszej linii pomiędzy Puerta del Sol i Cuatro Caminos. Linia połączyła 8 stacji, a jej długość wynosiła 3,5 km. 31 października linia została udostępniona do publicznego użytku.
Nowo powstające linie poza funkcją komunikacyjną, miały niedługo spełnić także inną ważną rolę, w latach 1936-1939, podczas wojny domowej, stały się dla mieszkańców schronieniem podczas nalotów bombowych.
Na początku lat siedemdziesiątych rozpoczęła się gwałtowna rozbudowa metra, związana z rozwojem ekonomicznym i terytorialnym Madrytu. W związku z wydłużeniem pociągów w latach 1960. stacja Chamberí została zamknięta i dopiero w 2008 r. udostępniono ją jako muzeum.

## Linie Metra
(stan na 2017 r.)
| Linia | Linia                                   | Długość | Liczba stacji |
| ----- | --------------------------------------- | ------- | ------------- |
| 1     | Pinar de Chamartín – Valdecarros        | 23,9 km | 33            |
| 2     | Las Rosas – Cuatro Caminos              | 14,0 km | 20            |
| 3     | Villaverde Alto – Moncloa               | 16,4 km | 18            |
| 4     | Argüelles – Pinar de Chamartín          | 16 km   | 23            |
| 5     | Alameda de Osuna – Casa de Campo        | 23,2 km | 32            |
| 6     | Circular                                | 23,5 km | 28            |
| 7     | Hospital del Henares – Pitis            | 32,9 km | 30            |
| 8     | Nuevos Ministerios – Aeropuerto         | 16,5 km | 8             |
| 9     | Paco de Lucía – Arganda del Rey         | 39,5 km | 28            |
| 10    | Hospital Infanta Sofia – Puerta del Sur | 36,5 km | 31            |
| 11    | Plaza Elíptica – La Fortuna             | 8,5 km  | 7             |
| 12    | MetroSur                                | 41,0 km | 28            |
| R     | Ópera – Príncipe Pío                    | 1,1 km  | 2             |
| mL1   | Pinar de Chamartín – Las Tablas         | 5,4 km  | 9             |
| mL2   | Colonia Jardín – Estación de Aravaca    | 8,7 km  | 13            |
| mL3   | Colonia Jardín – Puerta de Boadilla     | 13,7 km | 16            |

Łącznie: 16 linii; 324 km (w tym 27,8 km Metro Ligero); 326 stacji (w tym 38 Metro Ligero).

## Stan obecny

Plan metra przewidziany na rok 2011

279 stacji połączonych tunelami o długości ponad 300 km pozwalają zaliczyć madryckie metro do dziesięciu największych tego typu sieci na świecie. Obecnie co roku oddawane są do użytku nowe stacje, ocenia się, że tylko metro w Seulu może konkurować z madryckim pod względem szybkości ekspansji.
Sieć dzieli się na linie wąskotorowe (1-5, R oraz tymczasowo 11) i linie szerokotorowe. Linie wąskotorowe miały stacje o peronach długości 60 m (dłuższe powstały na linii 5), niektóre zostały wtórnie wydłużone. Stacje położone są stosunkowo płytko, zazwyczaj nie głębiej niż 20 m pod poziomem ulic. Średnia odległość między stacjami – 630 m. Szerokość pudła wagonu – 2,30 m. 
Linie szerokotorowe były budowane w śródmieściu bardzo głęboko (nawet 48 m pod poziomem terenu). Długość peronów – ok. 115 m, średnia odległość między stacjami – 850 m (więcej na liniach wylotowych). Szerokość pudła wagonu – 2,80 m. 
Zasilanie górne, zwykle ze sztywnych przewodów. Ruch lewostronny.

## Tabor
W Madryckim metrze używane jest 9 rodzajów pociągów dostarczanych przez dwie firmy: hiszpańską Construcciones y Auxiliar de Ferrocarriles (CAF) oraz włoską AnsaldoBreda. 

### Pociągi wąskotorowe
- Seria 2000A (CAF)
- Seria 2000B (CAF)
- Seria 3000 (CAF)

### Pociągi szerokotorowe
- Seria 5000 (CAF)
- Seria 6000 (CAF)
- Seria 7000 (AnsaldoBreda)
- Seria 8000 (CAF)
- Seria 8400 (CAF)
- Seria 9000 (AnsaldoBreda)

|  |  |  |  |  |  |  |  |  |

|  |  |  |  |  |  |  |  |  |  |  |